# 中華民國95年度全國羽球團體錦標賽
中華民國全國羽球團體錦標賽，是中華民國國內最高級別的羽毛球團體比賽，每場賽事分別以男子單打、女子單打、男子雙打、女子雙打和混合雙打5個項目依序競賽，採5戰3勝制，先贏3點者勝出。本屆賽事（泰安產險盃）於2006年5月11－15日在嘉義縣嘉義市立羽球館舉行。

## 項目獎牌榜
以下為各項目的優勝團體名單 ：
| 項目       | 第一名       | 第二名    | 第三名    | 第四名    |
| ---------- | ------------ | --------- | --------- | --------- |
| 男子甲組   | 合作金庫A    | 土地銀行A | 土地銀行B | 嘉義大學  |
| 女子甲組   | 合作金庫     | 台灣電力  | 松山高中  |           |
| 男子乙組   | 喬治中學     | 治平高中A | 台灣體院  | 交通大學  |
| 女子乙組   | 治平高中     | 新豐高中  | 雄中A     | 嘉義高工  |
| 高中男生組 | 西苑高中     | 高雄高中A | 新豐高中A | 新豐高中B |
| 高中女生組 | 大同高中     |           |           |           |
| 國中男生組 | 英明國中A    | 西螺國中A | 豐原國中A | 後甲國中  |
| 國中女生組 | 國昌國中A    | 豐原國中  | 大同國中  | 英明國中  |
| 國小男生組 | 崑山國小     | 北埔國小  | 社子國小A | 瑞埔國小  |
| 國小女生組 | 高市民權國小 | 永吉國小A | 社子國小A | 雙蓮國小  |

## 外部連結
- 中華民國羽球協會（页面存档备份，存于）